# Едвард Майбрідж
Е́двард Мáйбрідж (англ. Eadweard Muybridge; 9 квітня 1830, Кінгстон-на-Темзі, Англія — 8 травня 1904, там же) — британський та американський фотограф і дослідник, відомий вивченням процесу руху та його фіксації, один з винахідників-предтеч кіно.
Едвард Майбрідж послідовно займався вивченням руху, зокрема, руху тварин та його фіксації і відображення. У цих своїх дослідженнях він вдався до експериментів з пофазовим фотографуванням коней та їх бігу, які проводились у 1872—78 роках.
Дослідник відомий як перший фотограф, який використав відразу декілька фотокамер одночасно; він провів із ними цілу низку експериментів. Підсумком стало винайдення Едвардом Майбріджем так званого зоопраксископа (zoopraxiscope) — приладу, що служив для проектування картинок (фільму).
У 1887 році вийшло 11 томів праці Едварда Майбріджа «Рух тварин: електрофотографічні дослідження послідовних фаз руху тварин», опублікованих під егідою Пенсильванського університету, що містили всі фотографічні експерименти Майбріджа, здійснені в період від 1872 до 1885 року (понад 100 тисяч світлин).

«Кінь у русі» Майбріджа

У 1901 році Майбрідж випустив також книгу «Фігура людини в русі», що містила зафіксовані фото руху чоловіків та жінок.
Діяльність Едварда Майбріджа — його масові фотографування та технічні винаходи — стали великим внеском у справу винайдення кінематографа.

## Експеримент 1877 року

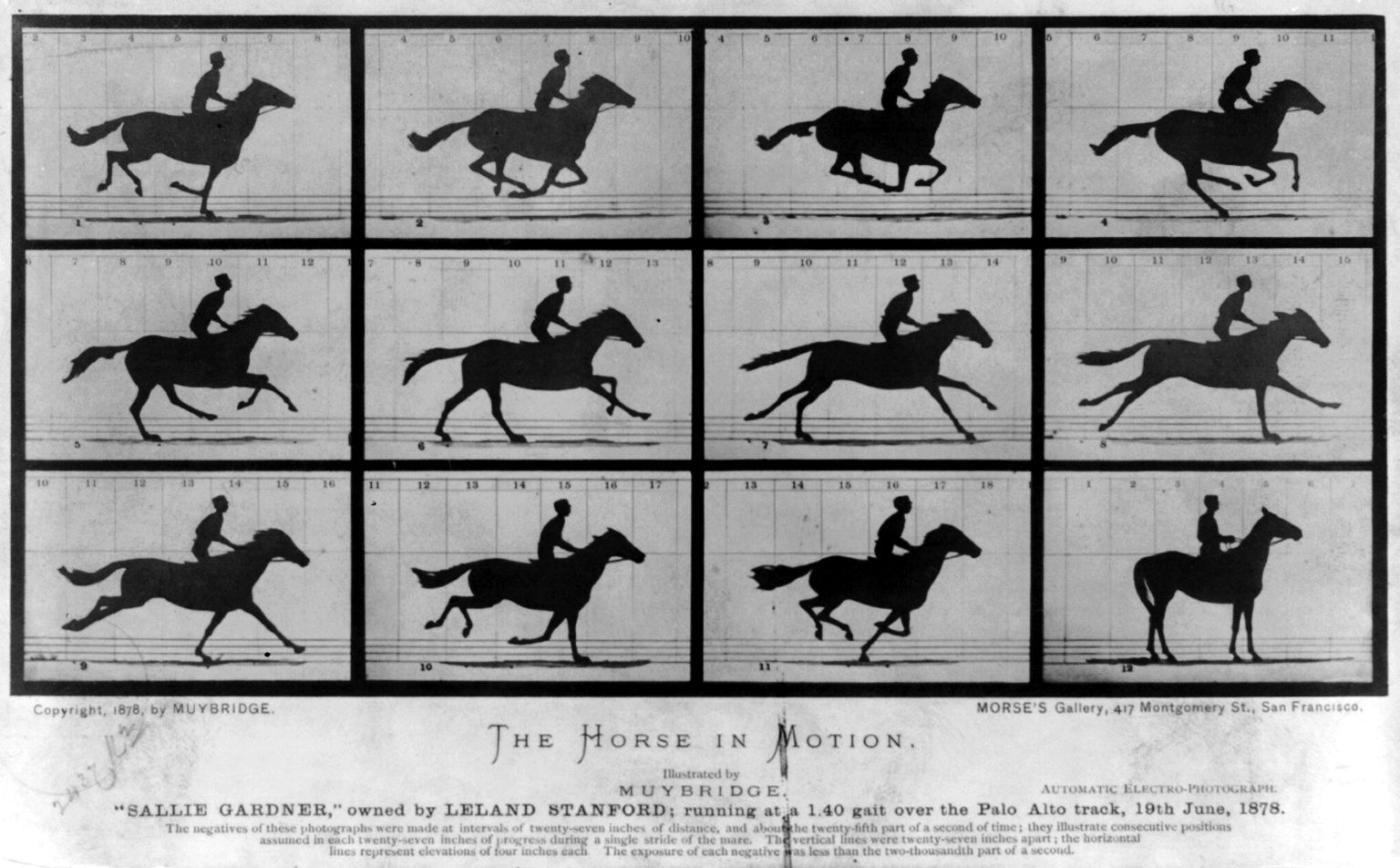
«Кінь у русі» Майбріджа

Фінальним поштовхом до розробки Майбріджем спеціального апарату, який демонстрував рух «у динаміці», за допомогою значного числа окремих знімків, був експеримент, здійснений 1877 року. Це відбулося в Каліфорнії (США), і спершу було не науковим експериментом, а всього-на-всього намаганням розв'язати суперечку між каліфорнійським губернатором Лілендом Стенфордом, великим любителем коней-скакунів, який стверджував, що кінь під час галопу відривається від землі, — та його опонентом, який наполягав на тому, що бодай одна нога коня при бігу ніколи не відривається від землі. Тому, коштом губернатора Стенфорда, Майбрідж збудував спеціальну ділянку — «фотодром». З одного боку було споруджено довгу білу стіну, а з іншого — 24 кабіни з фотокамерами. Чорні коні (щоб на білому їх було краще видно), що бігли по дерев'яному треку, почергово торкалися долівки, дошки якої з'єднувалися з фотоапаратами. Затвори спрацьовували миттєво, фіксуючи всі фази бігу коней. В результаті Майбрідж отримав від кожного такого пробігу 24 моментальних знімки, серед яких були і ті, що чітко фіксували миті, коли всі чотири ноги коня відривались від землі.

## Анімації

1887
1887
1893
1893
1893
1893
1893
1887
1884-85
1884-85